# Mihaela Minciună
Mihaela Oana Minciună (n. 17 aprilie 1999, în Corjova) este o handbalistă originară din Republica Moldova care joacă pentru clubul Sport Lisboa e Benfica din Lisabona pe postul de centru. După naturalizarea în Portugalia, Minciună a fost convocată la echipa națională U19 a acestei țări și a participat la Campionatul European din 2017, desfășurat în Slovenia.

## Palmares
- Cupa Challenge:
  - Șaisprezecimi: 2015